# آکافلیگ اشتوتگارت اف‌اس‌۳۳
آکافلیگ اشتوتگارت اف‌اس۳۳ (به اسپانیایی: Hawk) یک هواپیمای بادپر کلاس دو نفره با کارایی بالا است که توسط آکافلیگ اشتوتگارت طراحی و ساخته شده‌است.